# Sebastian Urzendowsky

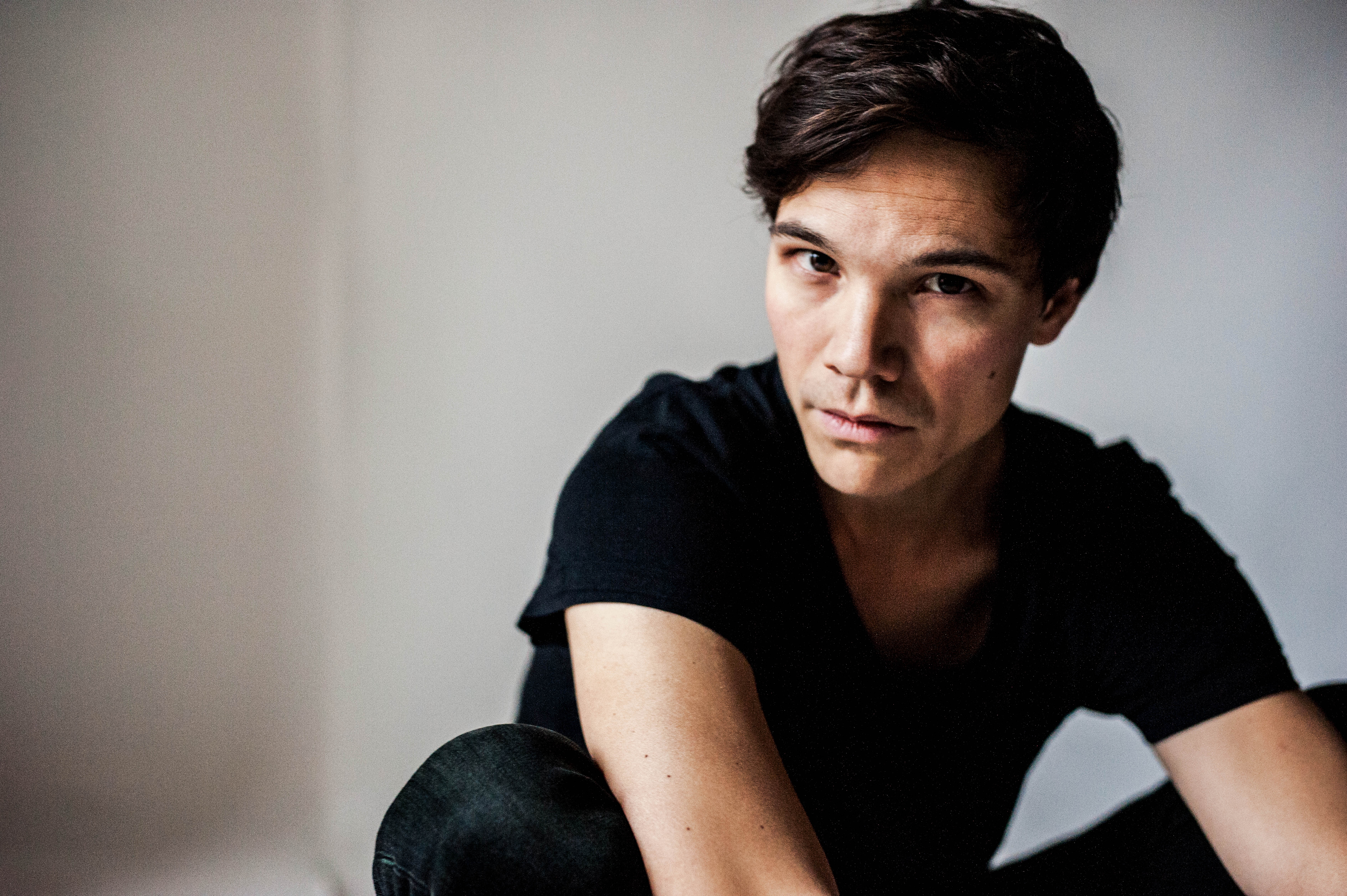
Sebastian Urzendowsky (2018)

Sebastian Urzendowsky (* 28. Mai 1985 in Ost-Berlin) ist ein deutscher Schauspieler.

## Leben
Sebastian Urzendowsky wurde während seiner Schulzeit als Schauspieler entdeckt und spielte 1999 in Hendrik Handloegtens preisgekröntem Debütfilm Paul Is Dead die Hauptrolle des jungen Beatles-Fan Tobias (hier noch unter dem Namen Sebastian Schmidtke).
Es folgten mehrere Rollen im Fernsehen und im Kino. So spielte er in Ein Leben lang kurze Hosen tragen den selbst noch jugendlichen Kindermörder Jürgen Bartsch und in Guter Junge an der Seite von  Klaus J. Behrendt den in sich gekehrten Sohn, der ein beunruhigendes Geheimnis birgt.
Zu seinen ersten Kinoproduktionen zählen Filme wie Der Felsen von Dominik Graf, Lichter von Hans-Christian Schmid und Stefan Ruzowitzkys Oscar-prämiertes Drama Die Fälscher. Außerdem der Debüt-Film Pingpong von Matthias Luthardt, der 2006 in Cannes seine Premiere feierte im Rahmen der Semaine de la critique.
Noch während seiner Schauspielausbildung (2006 bis 2010) an der Universität der Künste Berlin stand er in  Peters Weirs The Way Back – Der lange Weg an der Seite von Colin Farrell und Ed Harris vor der Kamera. Es folgte ein erstes Engagement in Frankreich für den Film Eine Jugendliebe (Un amour de jeunesse) von der Regisseurin Mia Hansen-Løve. Für den dystopischen Arthaus-Film Jessica Forever, in dem er eine der Hauptrollen spielte, kehrte er 2017 nach Frankreich zurück. Der Film feierte in Toronto auf dem TIFF seine internationale Premiere, seine europäische im Panorama der Berlinale.
Auch in Serien wirkte Sebastian Urzendowsky mit. So z. B. als Max „Reinsteckefuchs“ in der international erfolgreichen Serie Babylon Berlin und der 2020 abgeschlossenen Neuverfilmung von Wir Kinder vom Bahnhof Zoo.
Sebastian Urzendowsky erhielt zweimal den Grimme-Preis. 2013 für seine Darstellung im Zweiteiler Der Turm von Christian Schwochow, sowie 2017 für die Rolle des Uwe Böhnhardt im NSU-Drama Die Täter – Heute ist nicht alle Tage vom selben Regisseur.
2010 stand er außerdem unter der Regie von Roger Vontobel im Stück Penthesilea von Heinrich Kleist am Schauspielhaus Hamburg und bei den Ruhrfestspielen Recklinghausen auf der Bühne.
Bei der Berlinale 2021 wurde er in die internationale Kurzfilmjury berufen.
Sebastian Urzendowsky lebt in Berlin. Seine Schwester ist die Schauspielerin Lena Urzendowsky. Ihre Mutter ist die Berliner Ärztin und Chansonette Jeannette Urzendowsky.

## Filmografie (Auswahl)

### Kino
- 2000: Paul Is Dead
- 2001: Der Zimmerspringbrunnen
- 2002: Der Felsen
- 2002: Ein Leben lang kurze Hosen tragen
- 2003: Lichter
- 2005: Nimm dir dein Leben (Regie: Sabine Michel)
- 2006: Schwesterherz
- 2006: Pingpong
- 2007: Die Fälscher
- 2008: Anonyma – Eine Frau in Berlin
- 2009: Es kommt der Tag
- 2009: Berlin 36
- 2010: Die Blaue Periode (Kurzfilm, Regie: Sergej Moya)
- 2011: Interview #3 (Kurzfilm, Regie: Marlene Denningmann)
- 2010: The Way Back – Der lange Weg (The Way Back)
- 2011: Eine Jugendliebe
- 2014: Sturmland (Viharsarok; Regie: Ádám Császi)
- 2014: Backpack (Regie: Thorsten Wenning)
- 2015: Elixir (Regie: Brodie Higgs)
- 2018: Jessica Forever
- 2019: Es gilt das gesprochene Wort
- 2020: Der Überläufer
- 2020:  L’Oiseau de paradis (Regie: Paul Manate)

### Fernsehen
- 1998: Hallo, Onkel Doc! (Fernsehserie, Folge Der Simulant)
- 2001: Tatort: Gewaltfieber (Fernsehreihe)
- 2002: Schimanski: Asyl (Fernsehreihe)
- 2003: Im Schatten der Macht
- 2004: Das blaue Wunder  (Regie: Peter Kahane)
- 2006: Drei Schwestern made in Germany (Regie: Oliver Storz)
- 2006: Blackout – Die Erinnerung ist tödlich (Fernsehserie, 3 Folgen)
- 2007: Einfache Leute (Regie: Thorsten Näter)
- 2007: Teufelsbraten
- 2008: Guter Junge
- 2010: Schurkenstück (Regie: Torsten C. Fischer)
- 2011: Polizeiruf 110: Denn sie wissen nicht, was sie tun (Fernsehreihe)
- 2012: Der Turm (Fernsehzweiteiler)
- 2013: Borgia (Fernsehserie, 6 Folgen)
- 2015: Der Staatsanwalt (Fernsehserie, Folge Vom Tod gezeichnet)
- 2015: SOKO Köln (Fernsehserie, Folge Mord am Hochsitz)
- 2016: Kommissarin Heller: Hitzschlag (Fernsehreihe)
- 2016: Mitten in Deutschland: NSU (Fernsehtrilogie)
  - 2016: Die Täter – Heute ist nicht alle Tage
  - 2016: Die Ermittler – Nur für den Dienstgebrauch
- 2017: Helen Dorn: Gnadenlos (Fernsehreihe)
- 2017: Honigfrauen (Fernsehdreiteiler, Teil 1 & 2)
- seit 2017: Babylon Berlin (Fernsehserie)
- 2019: Dengler: Brennende Kälte (Fernsehreihe)
- 2021: Wir Kinder vom Bahnhof Zoo (Fernsehserie)
- 2021: Stubbe – Von Fall zu Fall: Tödliche Hilfe (Fernsehreihe)
- 2021: Ferdinand von Schirach – Glauben (Mini-Serie)
- 2023: Die nettesten Menschen der Welt (Mini-Serie)
- 2023: Oderbruch (Mini-Serie)

## Hörspiele
- 2010: Herta Müller: Atemschaukel – Bearbeitung und Regie: Kai Grehn (Hörspiel – NDR) Hörbuch Hamburg, ISBN 978-3-89903-697-8
- 2013: E. M. Cioran: Vom Nachteil, geboren zu sein – Regie: Kai Grehn (Hörspiel – SWR)
- 2013: Mark Twain: Der geheimnisvolle Fremde (Nikolaus) – Regie: Kai Grehn (Hörspiel – DLR)
- 2014: Matthias Kapohl: Mutterseelenallein – Regie: Matthias Kapohl (Hörspiel – WDR)[4]
- 2014: Erich Maria Remarque: Im Westen nichts Neues – Regie: Christiane Ohaus (Hörspiel – RB)
- 2022: Stuart Kummer und Edgar Linscheid: GRËUL - Fantasy-Hörspiel-Serie – Regie: Stuart Kummer (Hörspiel – WDR)[5]

## Auszeichnungen
- 2010: Filmfestival Max Ophüls Preis – Bester Nachwuchsdarsteller für Die Blaue Periode
- 2012: Publikums-Bambi für bestes Ensemble (Der Turm)
- 2013: Grimme-Preis für Der Turm[6]
- 2017: Grimme-Preis  für Die Täter – Heute ist nicht alle Tage